# Tom Breneman
Tom Breneman (ur. 18 czerwca 1901, zm. 28 kwietnia 1948) – amerykański prezenter radiowy.

## Wyróżnienia
Posiada swoją gwiazdę na Hollywoodzkiej Alei Gwiazd.